# II-54
De II-54 is een nationale weg van de tweede klasse in Bulgarije. De weg loopt van Vardim naar Bjala (Roese). De II-54 is 30 kilometer lang.